# Darmstädter Zentrum für IT-Sicherheit
Das Darmstädter Zentrum für IT-Sicherheit (DZI) bündelte von 2002 bis 2008 die vielfältigen IT-Sicherheitsaktivitäten der TU Darmstadt. Arbeitsgebiete waren u. a. die Quanteninformation, Kryptographie, die mobile Sicherheit, künstliche Immunsysteme,
der Hardware-/Software-Coentwurf von Cryptochips, die Architektur zuverlässiger Systeme und rechtliche sowie philosophische Betrachtungen.
Das von Claudia Eckert und Johannes Buchmann gegründete DZI wurde von der Initiative Deutschland – Land der Ideen als ein Ort im Land der Ideen ausgewählt und 2007 ausgezeichnet. 
Im Jahr 2008 ist das DZI im LOEWE-Zentrum CASED (Center for Advanced Security Research Darmstadt) aufgegangen. 